# 朴成焄
朴成焄（： Park Sung-hoon，1985年2月18日—），韓國男演員，名字曾譯朴成勳。2008年在《霜花店：朕的男人》飾演一個小角色正式出道，其後飾演多部戲劇群演配角，一直到2018年透過電視劇《我唯一的守護者》及電影《鬼病院：靈異直播》逐漸提高認知度，同年主演《精神病患者日記》與《出師表》。近期最廣為人知的作品是《黑暗榮耀》和《淚之女王》中的惡角，以及《魷魚遊戲系列》中的跨性別角色趙賢珠。

## 早年生活
朴成焄於1985年2月18日出生於韓國京畿道果川市，有兩個姊姊，是家中么子。在成長過程中，其父親受到亞洲金融風暴影響而失去工作，家中經濟曾陷入困頓。高中就讀果川外語高中，在三年級思考人生志向時，因為覺得演戲有趣而選擇東亞放送藝術大學表演電影系就讀。
20歲時，朴成焄參加張鎮導演作品《Taxi Driver》試鏡，是他首次主演的舞台劇作品。據他回憶，在謝幕時觀眾的掌聲「現在想起來，一樣感到雞皮疙瘩」，這段經驗帶給他深刻印象，令他「舞台劇有更多的慾望」。

## 職業生涯

### 2008年至2010年：起步
大學畢業後，朴成焄進入劇團Route 21工作，在劇團中待了8至9個月，為了生計他經常打工至深夜、睡在劇場裡，甚至因為老師與前輩們能優先獲得角色，他不一定能擁有演出機會，在這九個月裡朴成焄的薪資收入僅有5萬韓元，儘管他喜愛演戲，劇團與兼職並行的生活令他茫然和鬱悶。
離開劇團後，朴成焄獲得在電影《霜花店》與《田禹治》的配角機會，嘗試從舞台劇轉往電影圈發展，然而2008年的電影處女作後，他三年半內沒有新的角色。儘管後來簽約了經紀公司也僅有三次試鏡機會，職業生涯依然沒有進展。2009年，他報考KBS配音員公開招募，但在最終面試中落選。為了生活，他開始在表演廳的兼職，曾在《Pump Boyz》、《搖滾芭比》和尹度玹的樂隊演出時負責主持及商品銷售，在音樂廳的工作使朴成焄能近距離觀察藝術家們的演出，同時開始獲得一些試鏡機會。最終透過Shownote（쇼노트）組長的介紹，朴成焄與張人娛樂（장인엔터테인먼트）簽約，開始與電視及電影行業接軌。

### 2011年至2017年：舞台劇與電視劇
2011年，朴成焄主演舞台劇《小鬚鯨消化不良》（밍크고래는 소화불량이다），令他重燃對演戲的熱情。2012年他獲得兩個電視劇的配角飾演機會，包括在《擁抱太陽的月亮》飾演士兵，以及《Big (电视剧)》中飾演一名學生。不久之後宣布出演熱門舞台劇《屋塔房小貓》第五季主角李慶民。
2013上半年朴成焄在多部作品中亮相。首先他在阿倫·班尼特舞台劇《歷史男孩》韓國首演中飾演洛克伍德（Lockwood）一角，接著在MBC電視劇《真是了不起》中飾演男主角李善南（沈亨倬飾演）的高中同學劉德華，該角色表面上「裝作過得很好，內心卻有著傷痛」，有著虛張聲勢的個性，同一時間他還出演舞台劇《模範生們》（모범생들），詮釋完美無缺、帶有偏執症的模範生徐敏英（서민영）。儘管同時切換兩個性格迥異的角色不易，但朴成焄表示這樣的經驗「非常有意思」。
在短暫休息過後，導演安赫元（안혁원）親自邀請他客串約翰·卡里尼舞台劇《Almost, Maine》，這次演出是為了劇團公演快遞服務GO（공연배달서비스 간다，下文簡稱劇團GO）的十週年紀念戲劇，由於朴成焄同經紀公司的前輩陳善圭、李熙俊是劇團GO的成員，因此朴成焄決定加入演出。在劇中第五幕「They Fell」中朴成焄飾演查德（Chad），與對手戲角色蘭迪（Randy）飾演者尹那武是在《模範生》後的再次合作。
2014年，朴成焄出演SBS《危情三天》青瓦臺警衛室通信組長李東成（이동성），在劇中與一眾前輩合作而累積寶貴經驗。隨後他再次與劇團GO合作，出演《柔道少年》（유도소년）中拳擊手閔旭（민욱）一角，劇本取材自編劇朴京燦（박경찬）親身經歷，描述主角京燦在全國體育大會中的喜劇故事，閔旭在劇中飾演喜歡朋友妹妹的純情男，與京燦形成三角關係。朴成焄與同劇演員共同練習了三至四個月，這份「戰友愛」令他難忘。
同年年底，在舞台劇《Melodrama》（멜로드라마）中飾演小時候因交通事而接受心臟移植的朴宰賢（박재현），與序璟（서경）相遇後無法控制的愛情故事。該劇於2007年首演，因劇情內對通姦議題的探索而獲得觀眾好評。《Melodrama》於2014年12月31日至2015年2月15日期間在首爾藝術中心自由小劇場演出。
2015上半年朴成焄再次參演舞台劇《柔道少年》與《模範生們》。《模範生們》是繼2013年後時隔二年的再次演出，上回他演出角色敏英，本次則飾演另一個角色敏俊（명준），與演員姜基棟共同詮釋表面冷靜，但內心自卑的敏俊心境。

## 個人生活
2017年3月經紀公司宣布與女演員柳賢慶交往，於2022年8月分手。

## 影視作品

### 電視劇
| 年份 | 電視台    | 劇名                              | 角色           |
| ---- | --------- | --------------------------------- | -------------- |
| 2011 | Channel A | 蔬菜店的小夥子                    | 李瑟宇的朋友   |
| 2013 | MBC       | 真是了不起                        | 劉德華／金榮燮 |
| 2014 | SBS       | Three Days                        | 李東成         |
| 2015 | SBS       | 六龍飛天                          | 吉有           |
| 2016 | SBS       | 嫉妒的化身                        | 車秘書         |
| 2017 | SBS       | 操作                              | 羅成植         |
| 2017 | KBS       | Mad Dog                           | 高振哲         |
| 2017 | KBS       | 黑騎士                            | 朴坤           |
| 2018 | MBN       | Rich Man                          | 車道鎮         |
| 2018 | KBS       | Drama Special－我的黑歷史誤答筆記 | 羅必勝         |
| 2018 | KBS       | 我唯一的守護者                    | 張高來         |
| 2019 | KBS       | JUSTICE                           | 卓秀浩         |
| 2019 | tvN       | 精神病患者日記                    | 徐仁宇         |
| 2020 | KBS       | 出師表                            | 徐孔明         |
| 2021 | SBS       | 朝鮮驅魔師                        | 讓寧大君       |
| 2021 | KBS       | Drama Special－熙秀               | 高泰勋         |
| 2022 | KBS       | Drama Special－散佈者們           |                |
| 2022 | Netflix   | 黑暗榮耀                          | 全宰寯         |
| 2023 | Netflix   | 黑暗荣耀第二季                    | 全宰寯         |
| 2023 | ENA       | 陌生人                            | 殷載元         |
| 2023 | ENA       | 绑架之日                          | 朴尚允         |
| 2024 | Netflix   | 先山                              | 杨在石         |
| 2024 | tvN       | 淚之女王                          | 尹殷盛         |
| 2024 | Netflix   | 魷魚遊戲2                         | 趙賢珠         |
| 2025 | Netflix   | 魷魚遊戲3                         | 趙賢珠         |
| 2026 | JTBC      | 未婚男女的效率戀愛                | 宋泰燮         |

### 電影
| 年份 | 片名                   | 角色  |
| ---- | ---------------------- | ----- |
| 2008 | 《霜花店》             |       |
| 2009 | 《田禹治：超時空爭霸》 |       |
| 2012 | 《R2B：獵鷹行動》      |       |
| 2012 | 《犯罪少年》           |       |
| 2017 | 《不良家庭》           | 老师  |
| 2018 | 《鬼病院：靈異直播》   | 成勛  |
| 2018 | 《上流社会》           | Jason |
| 2019 | 《天文：問天》         | 李珦  |
| 2022 | 《侵密遊戲》           | 爸爸  |
| 2025 | 《热带夜》             | 万洙  |

### 音樂錄影帶
- Taibian《Pinoccio》（2014年）

## 戲劇作品

### 音樂劇
| 演出日期           | 劇目                                                                                        | 角色   | 劇場                          | 參     |
| ------------------ | ------------------------------------------------------------------------------------------- | ------ | ----------------------------- | ------ |
| 2014年8月7日－10日 | 《馬羅尼矣夏日慶典－明天還能演出嗎？》 （2014 마로니에여름축제 — 내일도 공연할 수 있을까?） |        | 馬羅尼矣公園（마로니에 공원） | [ 30 ] |
| 2015年11月30日     | 《音樂劇Talk演唱會Who Am I 27》 （뮤지컬토크콘서트 Who Am I 27）                            | 朴成焄 | 奧林巴斯廳（올림푸스홀）      | [ 31 ] |

### 舞台劇
| 年份                        | 劇名                                           | 角色   | 劇場                      | 參     |
| --------------------------- | ---------------------------------------------- | ------ | ------------------------- | ------ |
| 2011年6月22日－30日         | 《小鬚鯨消化不良》 （밍크고래는 소화불량이다） |        | 大學路SM Art Hall         | [ 32 ] |
| 2011年7月8日－2012年1月29日 | 《屋塔房小貓》                                 | 李慶民 | 大學路SM Tintin Hall      | [ 17 ] |
| 2011年1月24日－30日         | 《天堂的故事》 （파라디소 이야기）             | 成焄   | 天堂劇場（파라디소 극장） | [ 33 ] |

## 音樂作品
| 單曲名稱                                         | 年份   | 排行榜 峰值 | 收錄專輯             | 參     |
| 單曲名稱                                         | 年份   | 韓          | 收錄專輯             | 參     |
| ------------------------------------------------ | ------ | ----------- | -------------------- | ------ |
| 我們的夏天回憶（우리의 여름처럼） （與Nana合唱） | 2020年 | 未入榜      | 《出師表》電視原聲帶 | [ 34 ] |

## 獲獎與提名列表
| 年份   | 頒獎典禮           | 獎項                            | 提名項目                              | 結果 | 參     |
| ------ | ------------------ | ------------------------------- | ------------------------------------- | ---- | ------ |
| 2015年 | 韓國文化娛樂大賞   | 戲劇類最佳新人獎                | 《六龍飛天》                          | 獲獎 | [ 35 ] |
| 2018年 | KBS演技大獎        | 男子新人獎                      | 《我唯一的守護者》、《黑騎士》        | 獲獎 | [ 36 ] |
| 2018年 | KBS演技大獎        | 男子聯作‧獨幕劇獎               | 《Drama Special－我的黑歷史誤答筆記》 | 提名 | [ 37 ] |
| 2019年 | 第55屆百想藝術大獎 | 電視部門 男子新人演技獎         | 《我唯一的守護者》                    | 提名 | [ 38 ] |
| 2020年 | KBS演技大獎        | 迷你電視劇部門 男子優秀演技獎   | 《出師表》                            | 獲獎 | [ 39 ] |
| 2020年 | KBS演技大獎        | 男子新人獎                      | 《出師表》                            | 提名 | [ 39 ] |
| 2020年 | KBS演技大獎        | 最佳情侶獎                      | 《出師表》（與Nana共同獲獎）          | 獲獎 | [ 39 ] |
| 2021年 | KBS演技大獎        | 男子Drama Special ‧ TV Cinema獎 | 《熙秀》                              | 獲獎 | [ 40 ] |
| 2022年 | KBS演技大獎        | 男子Drama Special ‧ TV Cinema獎 | 《散佈者們》                          | 提名 |        |
| 2023年 | 百想藝術大獎       | 電視部門 男子配角賞             | 《黑暗榮耀》                          | 提名 | [ 41 ] |
| 2023年 | 青龍系列大獎       | 電視劇部門 男配角賞             | 《黑暗榮耀》                          | 提名 | [ 42 ] |
| 2023年 | 大鐘獎             | 最佳新人男演員                  | 《地狱万岁》                          | 提名 | [ 43 ] |

## 外部連結
- 朴成焄的Instagram帳戶
- 朴成焄在NAVER上的资料
- 朴成焄在Daum上的资料